# Stati e territori dell'Australia

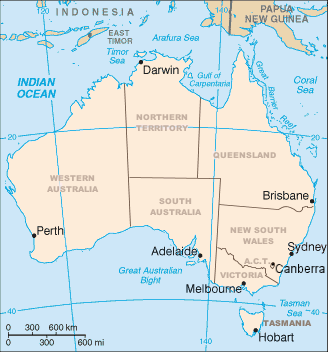
Stati e territori continentali

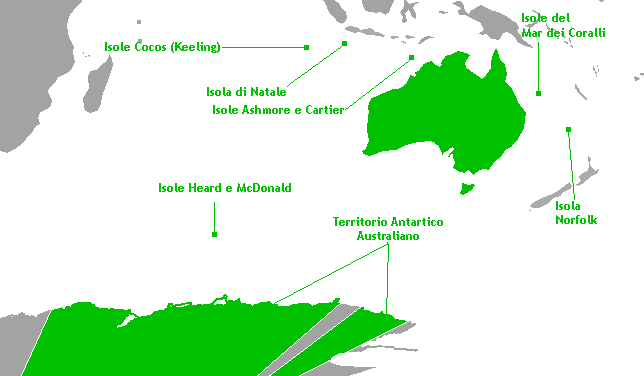
Territori esterni

Gli Stati e territori dell'Australia fanno parte della suddivisione dell'Australia, ma con diverso status giuridico.
Si contano sei stati federati e dieci territori. In particolare, si distinguono due tipi di territorio: tre territori sono definiti interni (cioè situati in Australia) e sette esterni.
Gli stati sono amministrativamente completamente indipendenti rispetto al governo federale. Hanno infatti propri organi legislativi (solitamente due), esecutivi e giudiziari. I territori sono invece del tutto dipendenti dal potere centrale del Commonwealth of Australia. Solo tre territori (il Territorio del Nord, il Territorio della Capitale Australiana e l'Isola Norfolk) godono di un certo grado d'autonomia, anche se essa non è paragonabile a quella di cui beneficiano gli stati.
Il Territorio della Capitale fu creato attorno alla capitale nazionale Canberra. Essa, come Washington e Brasilia, fu fondata con lo scopo di dare al paese una capitale. La costruzione della nuova città fu dettata dalla necessità di porre fine alla contesa tra le due principali città, Melbourne e Sydney, le quali rivaleggiavano, spesso con manifestazioni di piazza violente, per vedersi riconoscere il titolo di capitale nazionale.
Il Territorio della Baia di Jervis non ha un apparato governativo proprio ed è amministrato come base navale e porto della capitale.
Ai fini dello status costituzionale, stati, territori interni e territori esterni costituiscono tutti parte dell'Australia, con l'eccezione del Territorio Antartico Australiano (che ne è una dipendenza).

## Stati, territori e territori esterni

Evoluzione storica dell'Australia

### Stati
| Nome                  | ISO    | Capitale  | Popolazione (ab.) | Superficie (km²) |
| --------------------- | ------ | --------- | ----------------- | ---------------- |
| Australia Meridionale | AU-SA  | Adelaide  | 1 645 000         | 983 482          |
| Australia Occidentale | AU-WA  | Perth     | 2 387 200         | 2 529 875        |
| Nuovo Galles del Sud  | AU-NSW | Sydney    | 7 247 700         | 800 642          |
| Queensland            | AU-QLD | Brisbane  | 4 513 000         | 1 730 648        |
| Tasmania              | AU-TAS | Hobart    | 511 700           | 68 401           |
| Victoria              | AU-VIC | Melbourne | 5 574 500         | 227 416          |

Gli stati facenti parte del Commonwealth of Australia sono sei: Australia Meridionale, Australia Occidentale, Nuovo Galles del Sud, Queensland, Tasmania, e Victoria.
In origine, come negli Stati Uniti, essi erano delle colonie britanniche a sé stanti. Ad essi sono riconosciuti dei poteri dalla Costituzione australiana, la quale ne tutela l'autonomia e stabilisce i limiti della validità delle leggi federali nei singoli stati.
Ogni stato ha un governatore nominato dal Re d'Australia, il quale lo sceglie dopo aver chiesto il parere del Premier dello Stato.
Ogni stato ha un sistema parlamentare bicamerale (fa eccezione il Queensland che dal 1922 ha un parlamento monocamerale a causa dell'abolizione della camera alta). La camera bassa è chiamata Assemblea Legislativa (Legislative Assembly) in tutti gli stati tranne che in Australia Meridionale e in Tasmania dove la si denomina House of Assembly.
La Tasmania è l'unico Stato ad adottare il sistema elettorale proporzionale per la Camera Bassa; gli altri usano l'instant-runoff voting, meglio noto in Australia come preferential ballot o preferential voting.
La Camera Alta è denominata Consiglio Legislativo (Legislative Council). I suoi membri sono eletti in circoscrizioni plurinominali usando il sistema proporzionale.
Il capo del governo statale è il Premier, nominato dal governatore dello Stato. Il governatore sceglie il leader del partito o della coalizione che ha la maggioranza nella camera bassa del parlamento statale. Comunque, in caso di crisi costituzionale, il governatore può scegliere chiunque come Premier.

### Territori interni ed esterni
I territori facenti parte del Commonwealth of Australia, contrariamente agli stati, sono direttamente soggetti all'amministrazione e alla legislazione federali. Anche nei tre territori che godono di una certa autonomia (il Territorio del Nord, il Territorio della Capitale Australiana o ACT e l'Isola Norfolk) il parlamento federale mantiene il potere legislativo, e può non tener conto delle norme promulgate dalle istituzioni del territorio, anche se ciò è avvenuto raramente.
Inoltre, i poteri riconosciuti ai territori "autonomi" sono diversi da quelli riconosciuti agli stati; ad esempio nel Territorio del Nord il governo federale mantiene la sua autorità sull'estrazione dell'uranio e sulle terre lasciate agli aborigeni.
Il potere legislativo nei territori "autonomi" è esercitato dalle Assemblee Legislative (Legislative Assemblies), le quali sono dei parlamenti monocamerali. Il titolo di Administrator of the Northern Territory e di Administrator of Norfolk Island è conferito, contrariamente alla prassi prevista per i governatori degli stati, dal Governatore generale dell'Australia.
L'ACT non ha nessun governatore o Administrator. Le funzioni che queste figure esercitano negli stati e nei territori, come lo sciogliere l'Assemblea Legislativa (Legislative Assembly), sono affidate al Governatore generale.
Lo Chief Minister è il capo del governo dei territori "autonomi". Lo Chief Minister del Territorio del Nord è normalmente anche colui che ha la maggioranza nell'Assemblea Legislativa ed è nominato dall'Administrator.
L'Australia, nella sua storia, ha avuto altri tre territori ora non più esistenti :
- Dal 1º febbraio 1927 al 12 giugno 1931 il Territorio del Nord fu diviso in Australia centrale e nell'Australia settentrionale, con il confine al 20º parallelo. Entrambi i territori furono reincorporati come Territorio Nord alla fine di questo periodo.
- Dal 1º gennaio 1923 al 31 gennaio 1968 il Territorio delle Nazioni Unite di Fiducia di Nauru era sotto l'amministrazione australiana, fino all'indipendenza come la Repubblica di Nauru.
- Dal 1º luglio 1949 al 16 settembre 1975 il Territorio di Papua e Nuova Guinea era un territorio australiano, restando così fino all'indipendenza della Papua Nuova Guinea.

#### Interni
| Nome                                  | ISO    | Data di istituzione | Capitale (o più grande insediamento) | Popolazione (ab.) | Superficie (km²) |
| ------------------------------------- | ------ | ------------------- | ------------------------------------ | ----------------- | ---------------- |
| Territorio della Baia di Jervis       |        | 25 febbraio 1915    | (Jervis Bay Village)                 | 611               | 70               |
| Territorio della Capitale Australiana | AU-ACT | 1º gennaio 1911     | Canberra                             | 370 700           | 2 358            |
| Territorio del Nord                   | AU-NT  | 1º gennaio 1911     | Darwin                               | 232 400           | 1 349 129        |

#### Esterni
| Nome                             | ISO | Data di istituzione | Capitale (o più grande insediamento) | Popolazione (ab.) | Superficie (km²) |
| -------------------------------- | --- | ------------------- | ------------------------------------ | ----------------- | ---------------- |
| Isole Ashmore e Cartier          |     | 10 maggio 1934      | Isolotto West                        | 0                 | 199              |
| Isole Cocos (Keeling)            | CCK | 23 novembre 1955    | West Island                          | 628               | 14               |
| Isole Heard e McDonald           | HMD | 26 dicembre 1947    | (Atlas Cove)                         | 0                 | 372              |
| Isole del Mar dei Coralli        |     | 30 settembre 1969   | (Isola Willis)                       | 4                 | 10               |
| Isola di Natale                  | CXR | 1º ottobre 1958     | Flying Fish Cove                     | 1 493             | 135              |
| Isola Norfolk                    | NFK | 1º luglio 1914      | Kingston                             | 2 114             | 35               |
| Territorio Antartico Australiano | AQ  | 7 febbraio 1933     | Stazione Davis                       | 1 000             | 5 896 500        |